# Charles David Keeling
Charles David Keeling (Scranton, Pennsylvania, 1928. április 20. – Hamilton, Montana, 2005. június 20.) amerikai tudós, aki először hívta fel a világ figyelmét az üvegházhatásra és a globális felmelegedésre.

## Karrierjének kezdete (1948-1957)
Charles David Keeling Pennsylvaniában született. 1948-ban a Illinois-i egyetemen kémia szakott végzett, majd 1954-ben kémia PhD-t kapott a Northwestern egyetemtől. Roger Revelle keze alatt dolgozott Hawaii szigetén.